# Francesc Milà
Francesc Milà (s. XVII - XVIII) fou un organista i clergue de l'església parroquial de Santa Maria del Mar de Barcelona. Hi va exercir d'organista interí entre els anys 1670 i 1679.

## Obra
Es conserven obres seves al fons musical CMar (Fons de l'església parroquial de Sant Pere de Canet de Mar).